# Hatebreed
A Hatebreed amerikai hardcore-metal együttes, amely 1993-ban alakult a Connecticut állambeli New Havenben, az Amerikai Egyesült Államokban, azzal a szándékkal, hogy a klasszikus hardcore punk zenét metálos gitárokkal és üvöltő énektémákkal vegyítsék 30 másodperces dalok formájában. Dalszövegeik alapján egy vérbeli, keleti-parti hardcore zenekarról van szó, de a hangzásuk olyan metal csapatokat idéz, mint a Slayer vagy a korai Sepultura.
A 2002-es Perseverance album óta minden Hatebreed album már a megjelenés hetében felkerül a Billboard 200-as eladási listájára, és ezzel stílusában a legsikeresebb előadónak számít. A zenekar emellett állandó fellépője az amerikai Ozzfest utazó metal fesztiválnak. 2004-ben a "Live for This" dalukat a „legjobb metal előadás” (Best Metal Performance) díjára jelölték a 47. Grammy-díj átadón.

## Történet

### Satisfaction is the Death of Desire
A Hatebreedet a Jamey Jasta énekes, Larry Dwyer gitáros, Chris Beattie basszusgitáros és Dave Russo dobos felállású négyes alapította 1993 végén. Az 1995-ben megjelent két Hatebreed kislemezen már Wayne Lozinak gitáros is a csapat tagja volt. A zenekar az első két évben komoly elismerést vívott ki magának a klubokban, így az 1996-os Under The Knife demó megjelenésekor már a keleti-parti hardcore színtér ismert zenekarának mondhatták magukat. Nem sokkal később szerződést kötöttek a hardcore körökben elismert Victory kiadóval. A bemutatkozó nagylemezt már új felállásban vette fel a zenekar. A két új gitáros Lou "Boulder" Richards és Matt McIntosh lett, az új dobos pedig Ross Rigg.
A mindössze kilenc nap alatt rögzített első Hatebreed album 1997-ben jelent meg Satisfaction is the Death of Desire címmel, melyet a Despair társaságában népszerűsítettek amerikai turnéjukon. Nem sokkal később az Under The Knife demó újra kiadásra került mini-album formájában. A következő időszakot folyamatos koncertezéssel töltötte a zenekar. Közben ismét történt néhány tagcsere. Ross Rigg dobos helyét Jamie "Pushbutton" McVey vette át, Matt McIntosh posztjára pedig Sean Martin gitáros érkezett.

### Perseverance
A frontember Jamey Jasta 2001-ben vendégszerepelt a Biohazard Uncivilization albumán a "Dominination" dalban. Hardcore zenekartól szokatlan módon a Hatebreed az egyik legnagyobb multi-kiadóhoz, a Universal Recordshoz szerződött. 2001 őszén együtt turnéztak volna a Slayerrel a God Hates Us All turné keretében, de lemondani kényszerültek a közös fellépéseket az új Hatebreed lemez felvételei miatt, melyet új dobossal (Matt Byrne) vettek fel. A 2002. március 12-én megjelent Perseverance a Billboard lista 50. helyén nyitott az első héten eladott 28ezer példánnyal, mely összességében végül 200ezerre kúszott fel csak az USA-ban.
A nagykiadós lemezszerződés és a kereskedelmi sikerek ellenére a Hatebreed zenéjéből nem tűnt el a düh, és ezzel a régi rajongóikat megtartva tudták növelni táborukat. Nem sokkal a Perseverance megjelenése után, májusban a zenekar bejelentette Lou "Boulder" Richards távozását. Szeptemberben, az USA-ban turnéztak a Six Feet Under támogatásával, majd november-decemberben Európa következett az Eastpack Resistance fesztiválturné keretében a főzenekar Biohazard mellett olyan hardcore csapatokkal, mint az Agnostic Front, a Discipline, az All Boro Kings, a Born From Pain és a Death Threat. Közben Jamey Jasta énekes lett az MTV (Music Television) újrainduló heti metal műsorának, a Headbanger's Ballnak házigazdája.
A 2003-as európai turné keretében léptek fel első ízben Magyarországon július 2-án a budapesti Kultiplex klubban.

### The Rise of Brutality
A harmadik nagylemez, a The Rise of Brutality október utolsó napjaiban jelent meg 2003-ban, Amerikában továbbra is a Universal, Európában pedig a Roadrunner Records gondozásában. Az új album, melyen a Hatebreed megmaradt a kemény hardcore-metal düh himnuszoknál, a Billboard lista 30. helyén kezdett az első héten eladott 32ezer példánnyal. A lemez "This is Now" dalára videóklipet forgattak New Yorkban. A lemezbemutató turné másfél éven keresztül zajlott Észak-Amerikában és Európában többek között a Slayer, a Slipknot, a Damageplan, Agnostic Front és a Napalm Death társaságában. 2004 nyarán az Ozzfest utazó metal fesztivál második színpadán játszottak. Június 12-én második ízben léptek fel Magyarországon az ingyenes Sportsziget fesztivál keretében a Népstadion szoborkertjében a Slipknot előzenekaraként. Decemberben a "Live for This" dalukat a Legjobb Metal Előadás (Best Metal Performance) díjára jelölték a 47. Grammy-díj átadón.
2005. január 21-én Ausztráliában lépett fel a Hatebreed a Slipknot előzenekaraként a Big Day-Out fesztiválon. Februárban Jamey Jasta az Icepick nevű hardcore punk projektje élén lépett fel a legendás CBGB klubban, New Yorkban, majd nem sokkal később lemezfelvételbe kezdenek. A Hatebreed növekvő ázsióját és Jasta nevének szakmai erősödését jól jelzi, hogy több albumon is vendégszerepelt. Például a Napalm Death The Code Is Red… albumán az "Instruments of Persuasion" és a "Sold Short" dalokban, valamint az Ill Nino 2005-ös One Nation Underground albumán a "Turns to Gray" dalban. Jamey Jasta és a Crowbar gitáros/énekese Kirk Windstein közös projektet hoznak létre Kingdom of Sorrow néven. Az év végén az MTV Headbanger's Ball - The Revenge elnevezésű válogatás albumra egy addig kiadatlan Hatebreed dal, a "To The Threshold" is felkerült, amelyre videóklipet is készített a zenekar.

### Supremacy
2006. márciusban újra ötfősre nőtt a Hatebreed létszáma, miután Frank Novinec gitáros csatlakozott a zenekarhoz. Áprilisban ismét Ausztráliába látogattak ezúttal a Korn és a Disturbed társaságában, majd új lemezszerződést írnak alá a Roadrunner kiadóval, amely ezúttal már nem csak Európára, de az Egyesült Államokra is szól. A nyár az Ozzfest fellépések jegyében telt, aztán nekiláttak felvenni a következő Hatebreed albumot. Az augusztusban megjelent Supremacy az előző két album számait ismételte meg a Billboard listán, amikor az első héten eladott 27ezer példánnyal a 31. helyen nyitott. A "Defeatist" dalra videóklipet készítettek.
Szeptember 13-án a Hatebreed korábbi gitárosa, Lou Richards öngyilkosságot követett el és meghalt. A zenekar az ősz folyamán a Napalm Death, az Exodus és a The Black Dahlia Murder társaságában turnézott Amerikában, Európában pedig az Unearth és a Full Blown Chaos támogatásával léptek fel. A 2007. januárban megjelent Sick Of It All tribute albumon a "Shut Me Out" feldolgozásával szerepeltek. Az Európa-turné budapesti állomásán, június 26-án adott koncertet a Hatebreed teltház előtt az A38 Hajón, majd júliustól a 2007-es Ozzfest előadásain léptek fel Amerikában. A legutóbbi album "Destroy Everything" dalára a With Full Force fesztiválon filmezett koncert felvételeiből vágtak össze videóklipet.
2008. elején Jasta újra aktivizálta Kingdom Of Sorrow nevű projektjét Kirk Windstein (Crowbar) gitárossal. A kooperáció bemutatkozó albuma a Relapse kiadónál jelent meg februárban. A Hatebreed fennállásának 15. évfordulójára tervezett, szeptemberben megjelenő első zenekari dvd felvezetéseként videóklip készült a Supremacy album "Never Let It Die" dalára.

## Diszkográfia
| Cím                                 | Típus    | Megjelenés dátuma    | Kiadó              |
| "Not One Truth" / "Severed"         | kislemez | 1995.                |                    |
| "Burial For The Living"             | kislemez | 1995.                |                    |
| Under the Knife                     | demó EP  | 1996. november 13.   | Smorgasbord        |
| Satisfaction is the Death of Desire | album    | 1997. november 11.   | Victory Records    |
| Perseverance                        | album    | 2002. március 12.    | Universal          |
| The Rise of Brutality               | album    | 2003. október 28.    | Universal          |
| Supremacy                           | album    | 2006. augusztus 29.  | Roadrunner Records |
| For the Lions                       | album    | 2009. május 5.       | Koch Records       |
| Hatebreed                           | album    | 2009. szeptember 25. | E1 Music           |
| Divinity of purpose                 | album    | 2013.                | Nuclear Blast      |
| The Concrete Confessional           | album    | 2016. Május 13.      | Nuclear Blast      |

## Tagok
- Jamey Jasta - ének (1993 - napjainkig)
- Chris Beattie - basszusgitár (1993 - napjainkig)
- Wayne Lozinak - gitár (1994 - 1996) (2009 - napjainkig)
- Frank Novinec - gitár (2006 - napjainkig)
- Matt Byrne - dobok (2001 - napjainkig)

### Korábbi tagok
- Lou "Boulder" Richards - gitár (1996 - 2002)
- Jamie "Pushbutton" McVey - dobok (1999 - 2000)
- Rigg Ross - dobok (1997 - 1998)
- Matt McIntosh - gitár (1996)
- Sean Martin - gitár (1998 - 2009)
- Larry Dwyer - gitár (1993 - 1996)
- Dave Russo - dobok (1993 - 1996)